# Dorothea Hedvig af Slesvig-Holsten-Sønderborg-Nordborg
Dorothea Hedvig af Slesvig-Holsten-Sønderborg-Nordborg (født 18. april 1636 på Nordborg Slot, død 23. september 1692 i Hamborg) var en dansk-tysk prinsesse, der var abbedisse i Gandersheim fra 1665 til 1678. Hun var datter af hertug Frederik af Slesvig-Holsten-Sønderborg-Nordborg og Eleonora af Anhalt-Zerbst.